# Mons Bradley
Mons Bradley är ett 30 km långt bergsmassiv som går i sydväst-nordostlig riktning i bergskedjan Montes Apenninus på månen. Berget är benämnt efter den engelske astronomen James Bradley.
Öster om Mons Bradley ligger kratern Conon. En bra bit åt nordväst, parallellt med Mons Bradley och Montes Apenninus, går den 130 km långa ravinen Rima Bradley, som är benämnd efter Mons Bradley.

## Rima Bradley
Rima Bradley är en ravin i den sydöstra delen av Mare Imbrium, nära bergskedjan Montes Apenninus. I nordväst finns den framträdande kratern Archimedes, bortom bergsmassivet Montes Archimedes. Ravinen går i nordost-sydvästlig riktning, från Palus Putredinis i nordost. Öster om den nordöstra änden ligger Rima Hadley (se Mons Hadley) och landningsplatsen för Apollo 15.
Rima Bradleys centrum har koordinaterna 23,8 N 1,2 V, och har en maximal diameter på 161 km. Ravinen döptes Mons Bradley. Flera små kratrar nära denna ravin har fått namn av IAU. Dessa listas nedan.
| Krater   | Koordinater  | Diameter | Eponym              |
| -------- | ------------ | -------- | ------------------- |
| Ann      | 25,1 N 0.1 V | 3 km     | hebreiskt flicknamn |
| Ian      | 25,7 N 0,4 V | 1 km     | gaeliskt pojknamn   |
| Kathleen | 25,4 N 0,7 V | 5 km     | irländskt flicknamn |
| Michael  | 25,1 N 0,2 V | 4 km     | engelskt pojknamn   |
| Patricia | 25,0 N 0,3 V | 5 km     | engelskt flicknamn  |